# Casa în care a locuit scriitorul Alexandru Lipcan (Cahul)
Casa în care a locuit scriitorul Alexandru Lipcan este o clădire amplasată în Cahul, Republica Moldova. Este un monument istoric de importanță națională inclus în Registrul monumentelor Republicii Moldova ocrotite de stat cu nr. 22 (raionul Cahul).